# Sân bay quốc tế Inca Manco Capac
Sân bay quốc tế Inca Manco Cápac (IATA: JUL, ICAO: SPJL), tiếng Tây Ban Nha Aeropuerto Internacional Inca Manco Cápac, là một sân bay ở thành phố Juliaca, cách thành phố Puno 30 phút đi xe. Sân bay này có đường băng dài nhất ở Mỹ Latin với chiều dài 4200 m bề mặt nhựa đường. Cơ quan vận hành là CORPAC S.A. (Corporacion Peruana De Aeropuertos Y Aviacion Comercial S.A.), một cơ quan thuộc chính phủ Peru.
Sân bay này được đặt tên theo Manco Capac của Inca vĩ đại.

## Các hãng hàng không và các tuyến bay
Hiện có các hãng hàng không sau đang hoạt động tại sân bay này:
- LAN Airlines
  - Lan Peru (Arequipa, Cusco, Lima)